# Cathay Pacific
Cathay Pacific, amtlich Cathay Pacific Airways Limited (chinesisch 國泰航空有限公司) ist eine Fluggesellschaft mit Sitz in der Sonderverwaltungszone Hongkong und Basis auf dem Hong Kong International Airport. Sie ist Mitglied der Luftfahrtallianz Oneworld Alliance.

## Geschichte

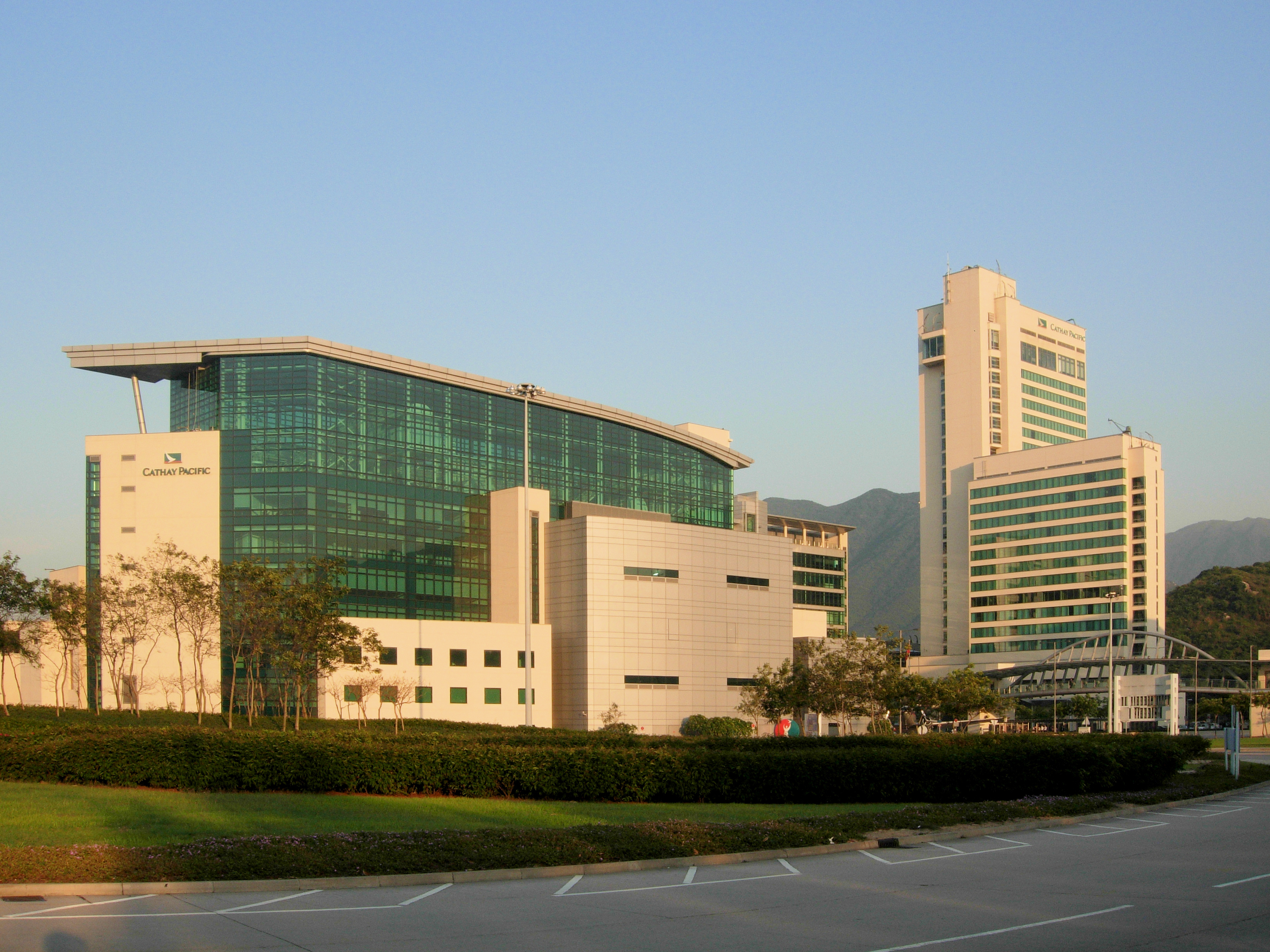
Cathay City, der Sitz von Cathay Pacific

Cathay Pacific startete als kleine Gesellschaft, die schnell expandierte und zu einer der größten und führenden Fluggesellschaften weltweit aufstieg. Laut Skytrax gehört sie neben All Nippon Airways, Asiana Airlines, EVA Air, Garuda Indonesia, Hainan Airlines, Japan Airlines, Korean Air, Qatar Airways und Singapore Airlines zu den zehn 5-Sterne-Fluggesellschaften der Welt (Stand: Oktober 2022).

### Gründung
Die Fluglinie wurde am 24. September 1946 vom australischen Piloten Sydney Hugh de Kantzow und dem US-amerikanischen Ex-Luftwaffenpiloten Roy C. Farrell mit der symbolischen Einlage in Höhe von 1 Hongkong-Dollar gegründet. Der Legende nach sollen sich die beiden Herren im „Manila Hotel“ in der gleichnamigen Stadt auf die Firma geeinigt haben. Die beiden ehemaligen Luftwaffenfrachtpiloten nahmen zunächst einen Charterflugbetrieb mit zwei Maschinen vom Typ Douglas DC-3 auf. Sie transportierten sowohl Passagiere als auch Fracht von Hongkong nach Shanghai. Es folgten weitere Verbindungen nach Manila, Bangkok, Singapur sowie nach Sydney.
Das Unternehmen expandierte schnell und 1948 erwarb eine der führenden Hongkonger Handelskompanien Butterfield & Swire (heute Swire Pacific Limited) 45 % der Firmenanteile. Unter der Führung John Kidston Swires übernahm Butterfield & Swire die Verantwortung für das Management von Cathay Pacific. Die Swire Group erhöhte ihren Anteil im weiteren Verlauf auf 70 %.

### Expansion
In den Jahren bis 1960 expandierte das Unternehmen stetig. 1959 übernahm Cathay Pacific ihren größten Konkurrenten Hong Kong Airways (eine Tochterfirma der BOAC). Man vergrößerte und modernisierte die Flotte – 1959 um Flugzeuge vom Typ Lockheed L-188 Electra und 1962 um Flugzeuge vom Typ Convair CV-880 – und führte getrennte Klassen in den Passagierabteilen ein: Es gab nun eine First Class und eine Economy Class. Neue Strecken ergänzten den Flugplan, man flog Osaka, Fukuoka und Nagoya in Japan an.
Die sechziger Jahre brachten den Einstieg in das Düsen-Zeitalter – der erste „echte“ Jet war die Convair CV-880. Es folgten Flugzeuge vom Typ Boeing 707. In dieser Zeit war Cathay Pacific eine der erfolgreichsten Fluggesellschaften im asiatischen Raum.
Im Jahr 1966 transportierte Cathay insgesamt mehr als eine Million Passagiere.

### Neue Ziele
Die Gesellschaft wuchs und prosperierte während der 1970er Jahre. Als erstes Großraumflugzeug der Gesellschaft wurde in dieser Zeit die Lockheed L-1011 TriStar eingeführt. Cathay Pacific profitierte vom weltweiten Boom, der in den 1980er Jahren die Luftfahrtindustrie beflügelte und Cathay Pacific zu einer Ausweitung des Flugbetriebs nach Europa ermutigte. Für diese Langstreckenverbindungen schaffte man Flugzeuge vom Typ Boeing 747-200 an. Der erste Flug nach Europa fand am 17. Juli 1980 statt, Ziel war der Gatwick Airport (heute wird London-Heathrow angeflogen). Weitere Ziele in Europa folgten. Seit 1984 gibt es Direktflüge nach Frankfurt am Main.

### Asiatische Rezession

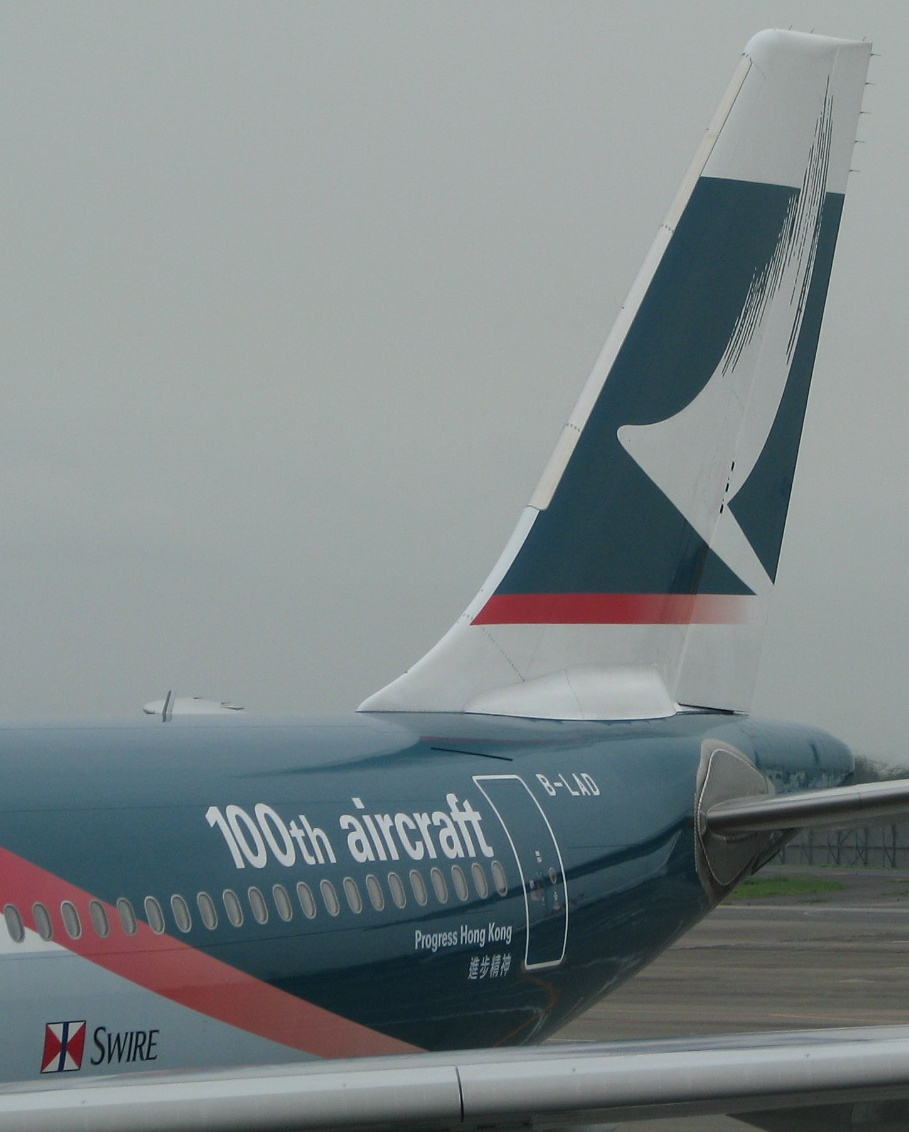
Brushed Wing auf dem Leitwerk des 100. an Cathay Pacific ausgelieferten Airbus-Flugzeuges

Wirtschaftliche Rückschläge gab es für Cathay Pacific während der großen Rezession, die Asien Mitte der 1990er Jahre erfasste. Zur Behebung der Schwierigkeiten kam es zu einer Flottenerneuerung mit dem Ziel, die betagten TriStars und später auch die älteren Jumbos (Boeing 747-200/-300) zu ersetzen. Eine Reorganisation der Gesellschaft wurde vorgenommen und 1994 ein neues Corporate Design entwickelt, wodurch die zwei grünen und ein weißer Streifen („Sandwich“) auf dem Logo der Gesellschaft durch den „Brush Wing“ ersetzt wurden. Das neue Design sollte durch den weißen Pinselstrich auf türkisem Hintergrund der Fluggesellschaft einen asiatischeren Look verpassen, als der von der britischen Kolonialzeit geprägte schlichte Sandwich. In der Folge wurde der Union Jack von den Flugzeugen entfernt und stolz erklärt, man operiere aus dem Herzen Asiens.

### Rückgabe Hongkongs an China
In Anbetracht der Rückgabe Hongkongs an China trennte sich die Swire Group von der Mehrheit der Anteile an Cathay. Die chinesische Investorgruppe „CITIC“ übernahm 25 Prozent, zwei kleinere chinesische Unternehmen („CNAC“ und „CTS“) übernahmen ebenfalls Anteile.
Im Jahr 2014 hielt Swire Pacific Ltd. 45 Prozent der Anteile, Air China Ltd. übernahm 29,99 % von den anderen Investoren und CITIC Pacific Ltd. hatte 1,98 %.
Trotz der chinesischen Beteiligungen bilden Briten auch heute noch eine Mehrheit im Management. Im Pilotenkorps sind vor allem Australier, Briten, Kanadier und Neuseeländer tätig.

### Inlandsflüge auf den Philippinen
Infolge der temporären Einstellung des Flugbetriebs von Philippine Airlines während der Asienkrise führte Cathay Pacific auf Anfrage der philippinischen Regierung 1998 täglich Charterflüge von Manila nach Cebu, Davao City, Cagayan de Oro und Bacolod City durch. 

### Hongkong Super Hub
Nach der Schließung von Hongkongs Flughafen Kai Tak im Juli 1998 machte Cathay Pacific den neuen Hong Kong International Airport zu ihrem neuen Luftfahrt-Drehkreuz.

### SARS
Als sich Anfang 2003 die Lungenkrankheit SARS verbreitete, brach der Flugverkehr in Asien zeitweise total ein. Viele Flugverbindungen wurden gestrichen und auf den Flügen, die stattfanden, gingen die Passagierzahlen drastisch zurück.

### Expansion in China
Cathay Pacific hat ihr Streckennetz in China in den vergangenen Jahren kontinuierlich ausgebaut. Zusammen mit der Fluggesellschaft Cathay Dragon, die seit 2006 eine hundertprozentige Tochterfluggesellschaft von Cathay Pacific ist, werden aktuell 20 Reiseziele bedient.
Das Streckennetz in China umfasst die folgenden Flugziele: Guangzhou, Peking, Shanghai (Hongqiao und Pudong International Airport), Xiamen, Nanjing-Lukou, Changsha, Chongqing, Fuzhou, Guilin, Haikou, Hangzhou, Kunming, Ningbo, Qingdao, Sanya, Wenzhou, Wuhan, Xian und Zhengzhou.
Cathay Pacific unterhält bilaterale Beziehungen zu Air China. Air China ist einer der wichtigsten Aktionäre von Cathay Pacific mit einem Anteil von 29,99 %. Cathay Pacific ist im Gegenzug mit 20,13 % an Air China beteiligt. Damit bilden Cathay Pacific, Cathay Dragon (ehemals Dragonair) und Air China das größte Bündnis von Fluggesellschaften in China.
2019 übernahm Cathay Pacific die Billigfluglinie Hongkong Express Airways.

### Proteste in Hongkong 2019
Im Zusammenhang mit den Protesten in Hongkong 2019 verlangte China von der Fluggesellschaft, bei Flügen durch den chinesischen Luftraum kein Personal einzusetzen, das die Proteste unterstützt oder an ihnen teilnimmt. Daraufhin suspendierte Cathay Pacific einen Piloten, der bei einer Demonstration verhaftet worden war, kündigte zwei weiteren Mitarbeitern und drohte Mitarbeitern, die an den Protesten teilnehmen oder sie unterstützen mit disziplinarischen Maßnahmen bis hin zur Kündigung. Mehrere chinesische Staatsunternehmen forderten ihre Angestellten auf, Reisen über andere Fluggesellschaften abzuwickeln, der Investmentarm der Industrial & Commercial Bank of China empfahl den Verkauf der Cathay-Aktie und der größte Gesellschafter Swire Pacific verurteilte die Proteste. In der Folge fiel die Aktie von Cathay auf ein neues Zehn-Jahres-Tief. Auf Druck aus Peking traten CEO Rupert Hogg und der Vertriebschef Paul Loo zurück; sie wurden durch Augustus Tang und Ronald Lam ersetzt.

## Geschäftsbereiche

### Tochterunternehmen und assoziierte Unternehmen
Cathay Pacific hat durch Diversifizierungsmaßnahmen in branchenverwandten Bereichen und Sektoren Fuß gefasst, u. a. in den Bereichen der Abfertigung, der Luftfahrttechnik und der Bordverpflegung.
Firmen mit Hauptbeteiligungen der Cathay Pacific Gruppe sind:
| Firma                                         | Form               | Haupttätigkeit         | Registriert in | Beteiligungen der Cathay Pacific Gruppe (Stand 31. Mai 2014) |
| --------------------------------------------- | ------------------ | ---------------------- | -------------- | ------------------------------------------------------------ |
| Air China                                     | Unternehmen        | Fluggesellschaft       | China          | 20,13 %                                                      |
| Air China Cargo                               | Joint Venture      | Frachtfluggesellschaft | China          | 49 %                                                         |
| Air Hong Kong                                 | Joint Venture      | Frachtfluggesellschaft | Hongkong       | 60 %                                                         |
| Cathay Pacific Cargo                          | Tochterunternehmen | Frachtfluggesellschaft | Hongkong       | 100 %                                                        |
| Cathay Pacific Catering Services (HK) Limited | Tochterunternehmen | Catering Services      | Hongkong       | 100 %                                                        |
| Cathay Pacific Services Limited               | Tochterunternehmen | Cargo                  | Hongkong       | 100 %                                                        |
| Cathay Pacific Holidays                       | Tochterunternehmen | Reiseveranstalter      | Hongkong       | 100 %                                                        |
| Dragonair Holidays                            | Tochterunternehmen | Reiseveranstalter      | Hongkong       | 100 %                                                        |
| Hong Kong Airport Services                    | Tochterunternehmen | Abfertigung            | Hongkong       | 100 %                                                        |
| Vogue Laundry Service Limited                 | Tochterunternehmen | Wäscherei              | Hongkong       | 100 %                                                        |
| China Pacific Laundry Services                | Joint Venture      | Wäscherei              | Taiwan         | 45 %                                                         |
| CLS Catering Services Limited                 | Joint Venture      | Catering Services      | Kanada         | 30 %                                                         |

Cathay Pacific Airways gab am 28. Januar 2016 bekannt, dass ihre 100-prozentige Tochtergesellschaft Dragonair in Cathay Dragon umbenannt wird. Die beiden Fluggesellschaften bleiben eigenständig und werden weiterhin unter eigener Lizenz betrieben. Durch das Rebranding wachsen die beiden Marken jedoch noch enger zusammen. Cathay Dragon wurde am 21. Oktober 2020 aufgelöst.

## Flugziele
Cathay Pacific fliegt von Hongkong aus Ziele in Asien, Europa, Nordamerika, Australien, Neuseeland, Südafrika und dem Mittleren Osten an. Im deutschsprachigen Raum werden Frankfurt, München und Zürich angeflogen.

### Codesharing-Vereinbarungen
Cathay Pacific hat Codesharing-Vereinbarungen mit den folgenden Fluggesellschaften:
- Air Astana
- Air Canada (ausgewählte Strecken)
- Air China
- Air Niugini
- Alaska Airlines
- American Airlines
- Austrian Airlines
- Bangkok Airways
- British Airways
- Chu Kong Passenger Transport
- Fiji Airways
- Finnair
- Gulf Air
- HK Express
- Iberia Líneas Aéreas de España
- Japan Airlines
- LATAM Brasil
- LATAM Airlines
- Lufthansa (ausgewählte Strecken)
- Malaysia Airlines
- MIAT Mongolian Airlines
- Philippine Airlines
- Qatar Airways
- Qantas Airways
- Shenzhen Airlines
- Swiss
- Vietnam Airlines
- WestJet

Cathay Pacific hat am 27. März 2017 eine Kooperationsvereinbarung mit dem Lufthansa-Konzern unterzeichnet. Die Partnerschaft beinhaltet u. a. folgende von der Lufthansa Group durchgeführte Strecken:
- Lufthansa: Flüge zwischen Frankfurt und Berlin, Dresden, Hannover, Hamburg, München, Nürnberg, Stuttgart sowie zwischen Hongkong und München.[17]
- Swiss: Flüge zwischen Zürich und Berlin, Hamburg, Stuttgart, Genf[17]
- Austrian Airlines: Flüge zwischen Wien und Frankfurt, Zürich[17]

Neben Zubringerflügen können Fluggäste, die ab Deutschland mit Cathay Pacific fliegen, auch die Deutsche Bahn nutzen, um die Abflughäfen Düsseldorf und Frankfurt zu erreichen. Flugtickets sind inklusive Rail&Fly-Bahnticket buchbar. Dieser Service gibt es seit Ende 2012. Die bisherige Möglichkeit bei der Online-Buchung der Flugtickets bei der Fluggesellschaft, wo der Kunde die gewünschte Bahnfahrt direkt bei Cathay Pacific online mitbestellt ist nicht mehr möglich. (Stand November 2023) Die Cathay Pacific hat zwar weiterhin eine Partnerschaft mit der Deutschen Bahn (Rail&Fly), bietet selbst jedoch keine Rail&Fly-Bahntickets mehr an, so dass eine nachträgliche Buchung der Bahnfahrt bei der Fluggesellschaft nicht mehr durchgeführt werden kann oder bei einigen Tarifen nur gegen sehr hohe Gebühren nachträglich möglich ist.

## Flotte

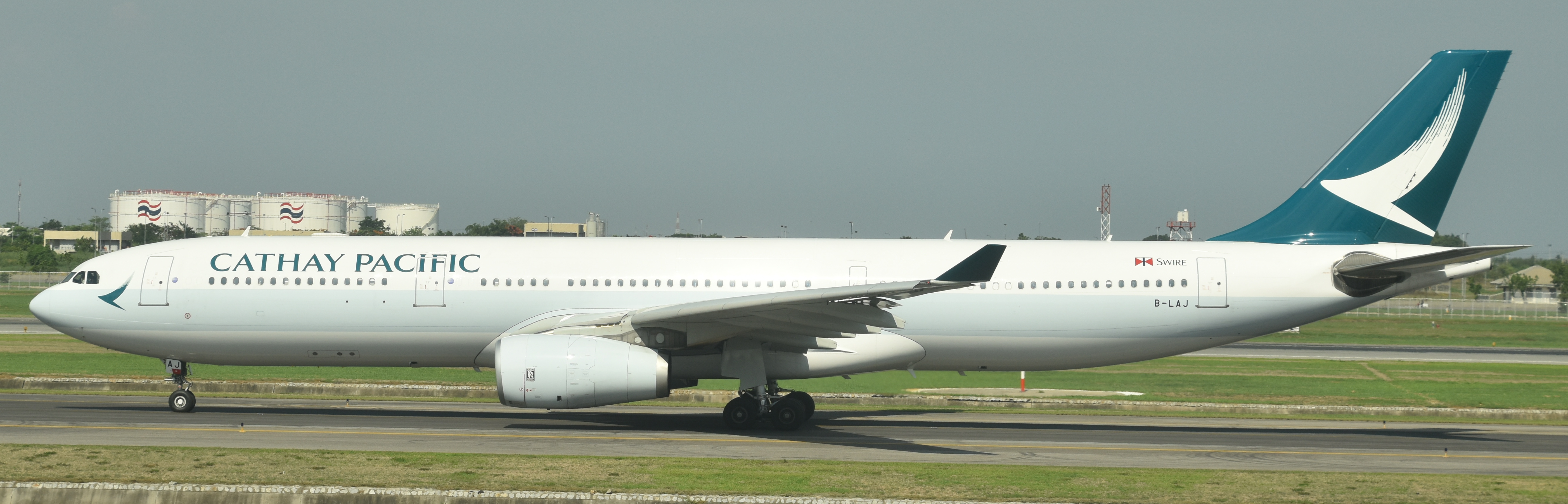
Airbus A330-300 der Cathay Pacific

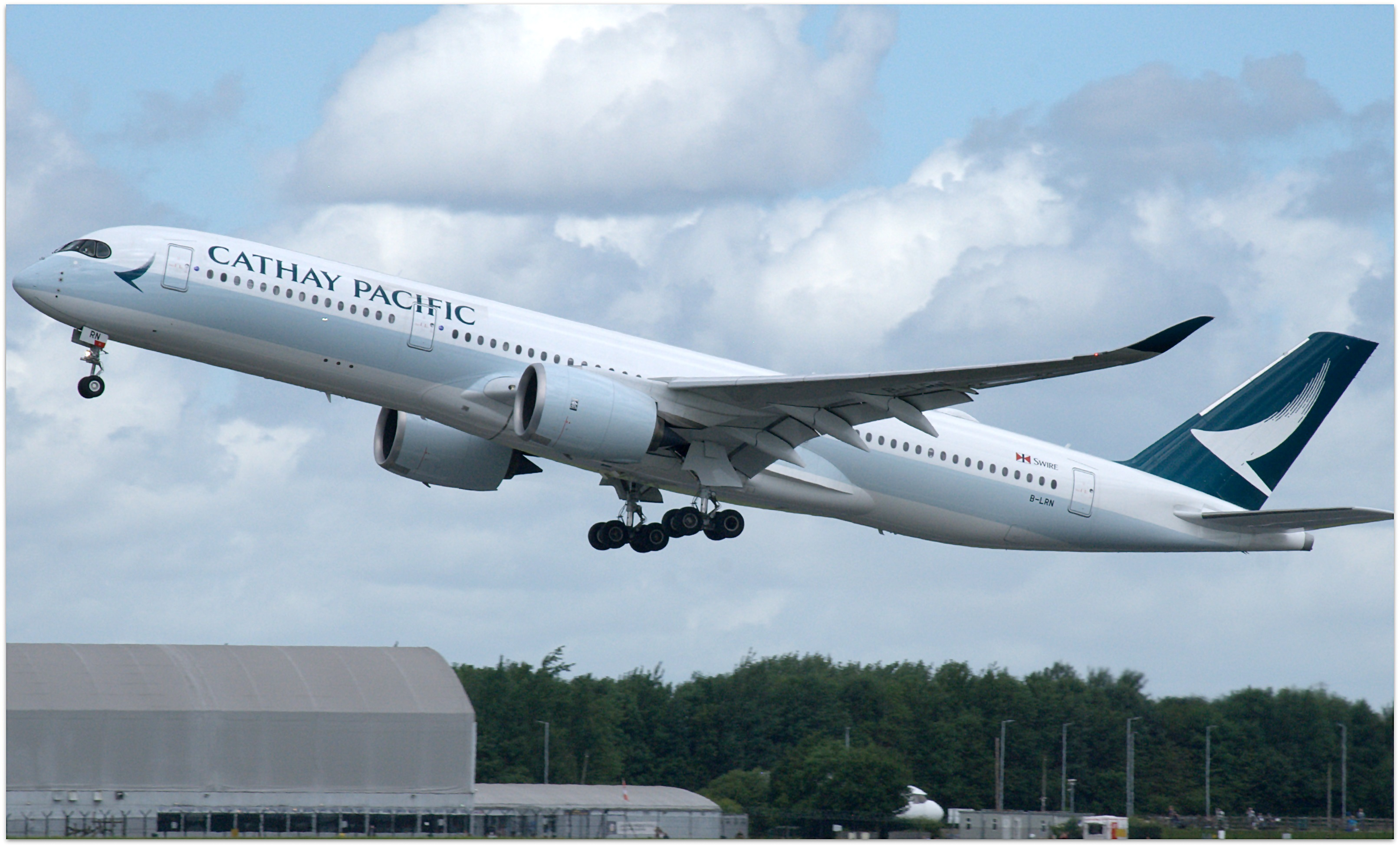
Airbus A350-900 der Cathay Pacific

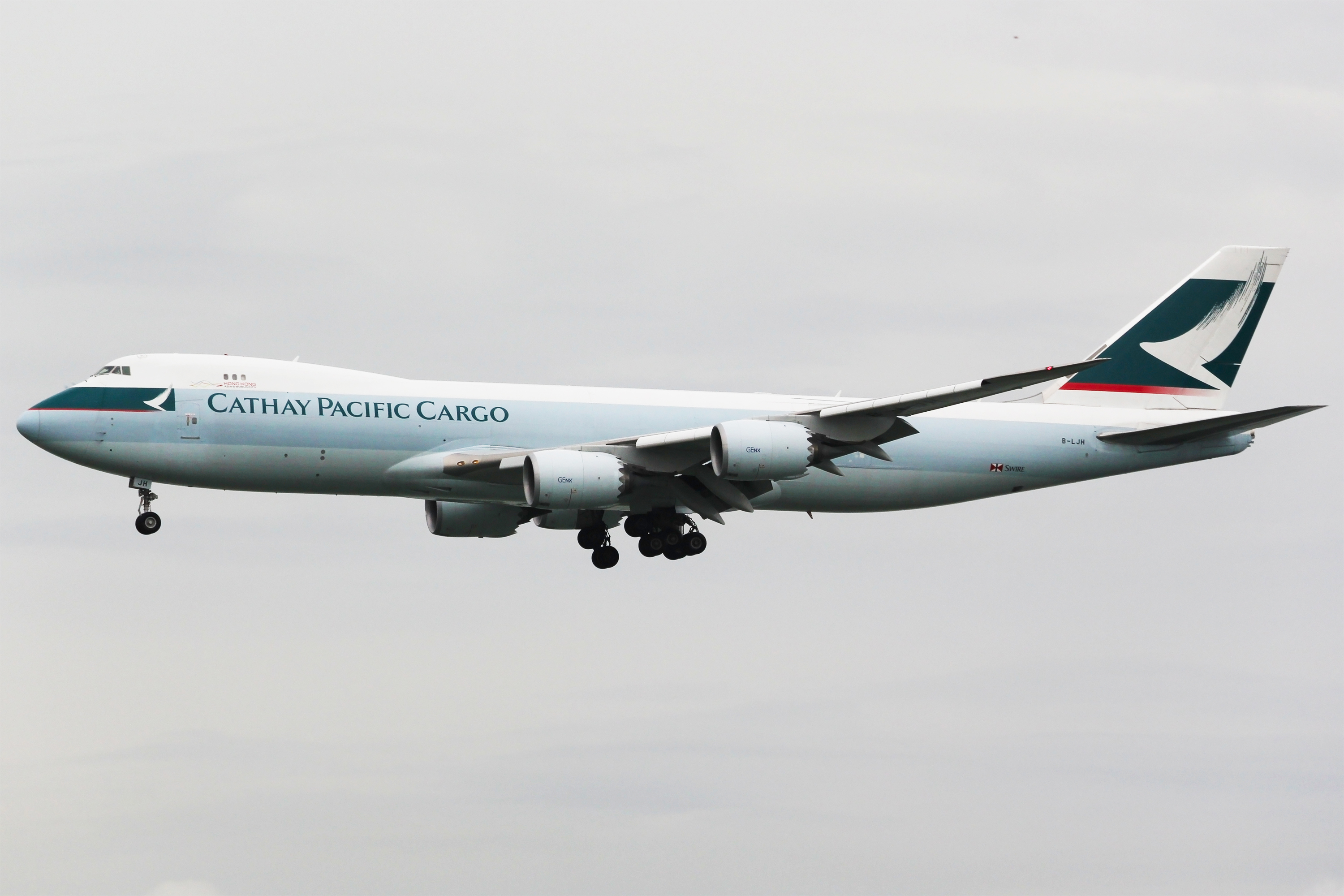
Boeing 747-8F der Cathay Pacific Cargo in alter Lackierung

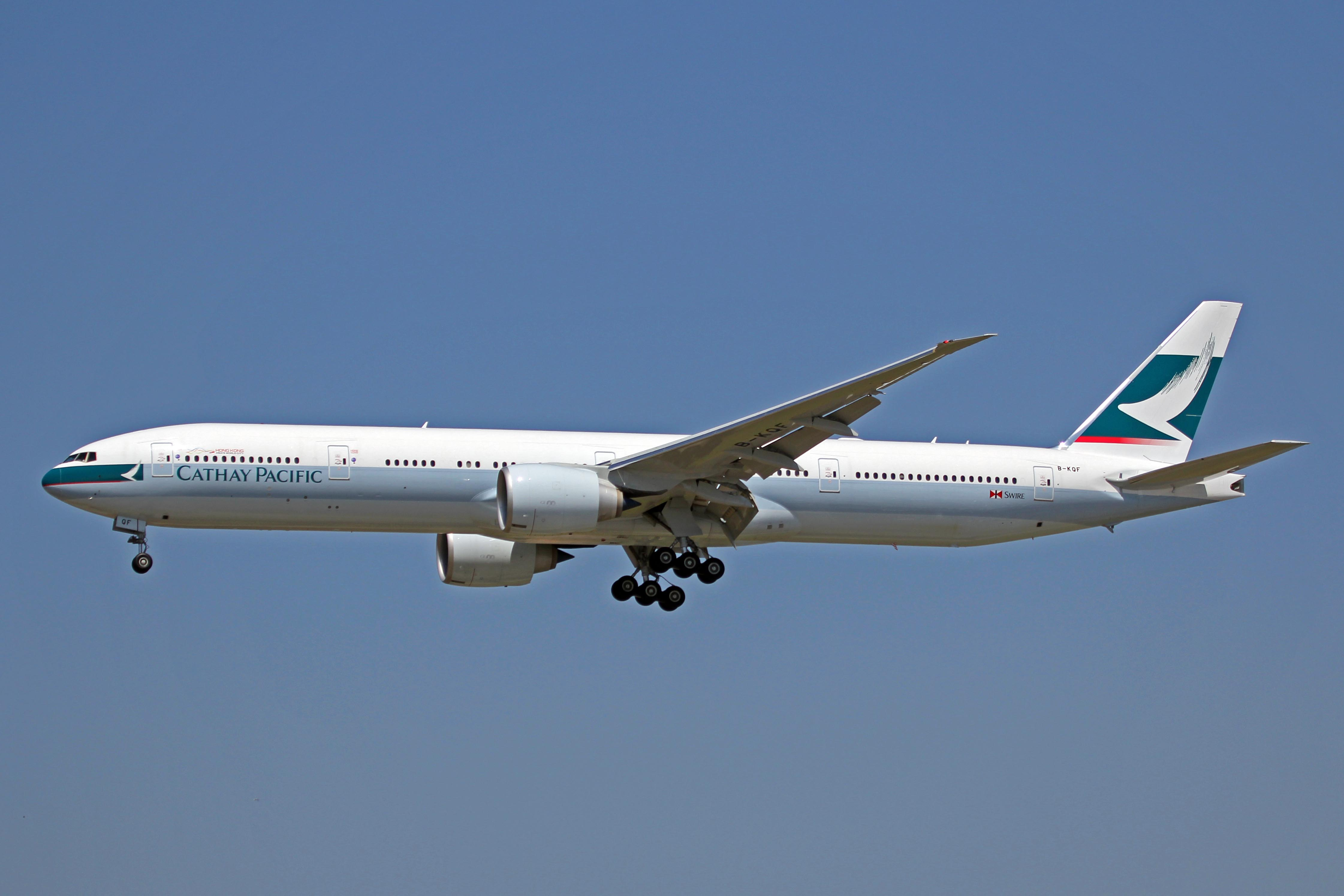
Boeing 777-300ER der Cathay Pacific in alter Lackierung

### Aktuelle Flotte
Mit Stand Februar 2025 besteht die Flotte der Cathay Pacific aus 179 Flugzeugen mit einem Durchschnittsalter von 12 Jahren:
| Flugzeugtyp        | Anzahl | bestellt | Anmerkungen                                             | Sitzplätze (First/Business/Eco+/Eco)                                                | Durchschnittsalter |
| ------------------ | ------ | -------- | ------------------------------------------------------- | ----------------------------------------------------------------------------------- | ------------------ |
| Airbus A320neo     |        | 08       |                                                         | – offen –                                                                           |                    |
| Airbus A321neo     | 16     | 38       |                                                         | 202 (-/12/-/190)                                                                    | 2,3 Jahre          |
| Airbus A330-300    | 43     |          | fünf inaktiv                                            | 251 (-/39/21/191) 262 (-/39/-/223) 293 (-/28/265) 307 (-/42/-/265) 317 (-/24/-/293) | 16,5 Jahre         |
| Airbus A330-900neo |        | 30       | + 30 Optionen; ersetzen A330-300; Auslieferung bis 2031 | – offen –                                                                           |                    |
| Airbus A350-900    | 30     |          | eine inaktiv                                            | 280 (-/38/28/214)                                                                   | 7,0 Jahre          |
| Airbus A350-1000   | 18     |          | eine inaktiv                                            | 334 (-/46/32/256)                                                                   | 5,3 Jahre          |
| Airbus A350F       |        | 06       | + 20 Optionen; Ersetzen 747-400F; Auslieferung ab 2027  | –                                                                                   |                    |
| Boeing 747-400ERF  | 06     |          | Frachtflugzeuge                                         | –                                                                                   | 16,2 Jahre         |
| Boeing 747-8F      | 14     |          | Frachtflugzeuge                                         | –                                                                                   | 12,1 Jahre         |
| Boeing 777-300     | 17     |          | Cathay Pacific ist Erstkunde der 777-300                | 438 (-/42/-/396)                                                                    | 23,5 Jahre         |
| Boeing 777-300ER   | 35     |          | zwei inaktiv                                            | 294 (6/53/34/201) 368 (-/40/32/296)                                                 | 12,4 Jahre         |
| Boeing 777-9       |        | 21       |                                                         | – offen –                                                                           |                    |
| Gesamt             | 179    | 103      |                                                         |                                                                                     | 12 Jahre           |

2005 wurde in Kooperation mit Boeing und Taeco, einem in Xiamen tätigen Unternehmen für Flugzeugumbauten, die weltweit erste Boeing 747-400 in der Passagierversion in die Frachtversion Boeing 747-400BCF umgebaut und an Cathay Pacific übergeben.

### Ehemalige Flugzeugtypen

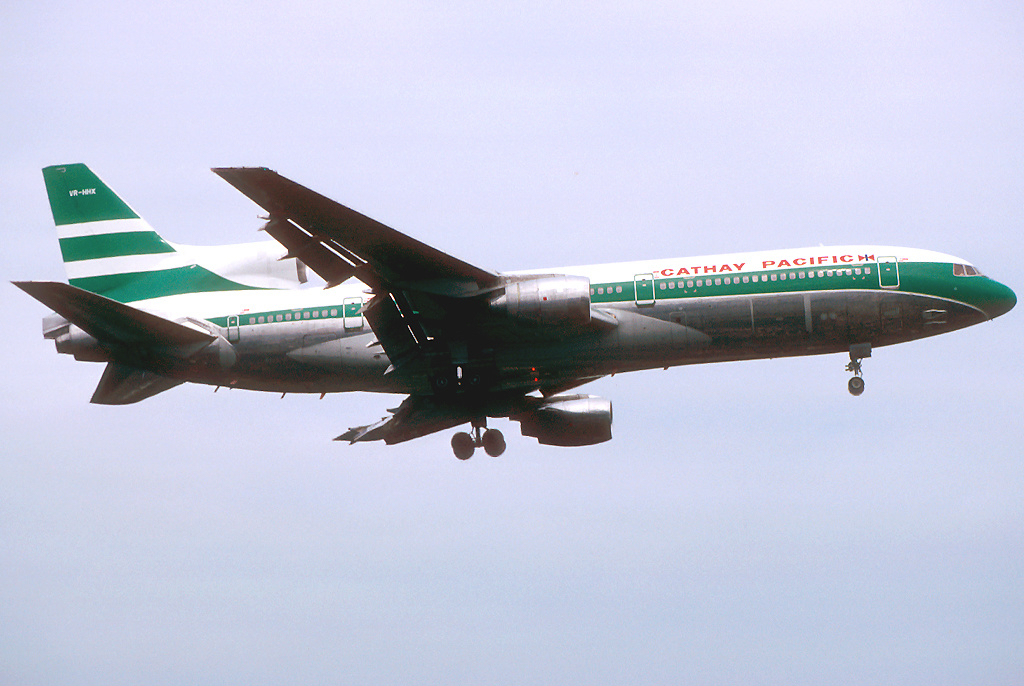
Lockheed L-1011 TriStar der Cathay Pacific

In ihrer Geschichte betrieb Cathay Pacific auch Maschinen der folgenden Typen:
- Airbus A320-200
- Airbus A321-200
- Airbus A340-200
- Airbus A340-300
- A340-600
- Avro Anson
- Boeing 707-320
- Boeing 747-200B
- Boeing 747-300
- Boeing 747-400
- Bristol Britannia
- Consolidated PBY Catalina
- Convair CV-880
- Douglas DC-3
- Douglas DC-4
- Douglas DC-6
- Lockheed L-188 Electra
- Lockheed L-1011-100 TriStar

## Services

### Kabinenprodukt

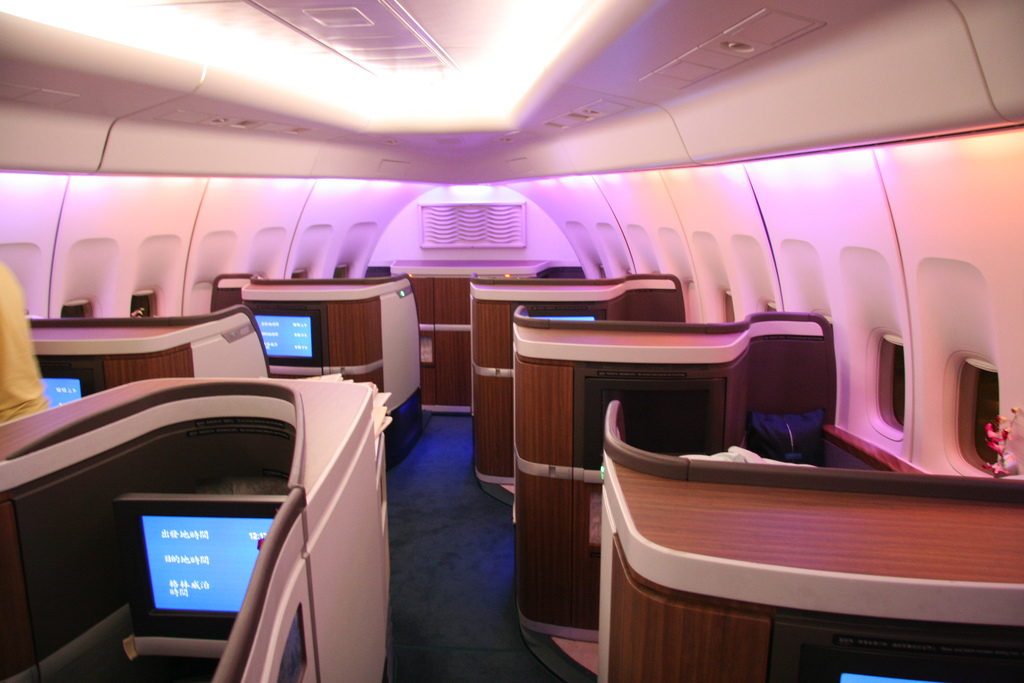
First-Class-Kabine einer Boeing 747 der Cathay Pacific (ausgemustert)

#### First Class
Die aktuelle (2014) First-Class-Kabine wurde vom Architekturbüro Foster + Partners im Stil der First-Class-Lounge „The Wing“ am Hong Kong International Airport umgesetzt, um Fluggästen von Anfang bis Ende ein einheitliches Reiseerlebnis zu bieten. Die Sitzeinheiten werden als „Suiten“ bezeichnet. 

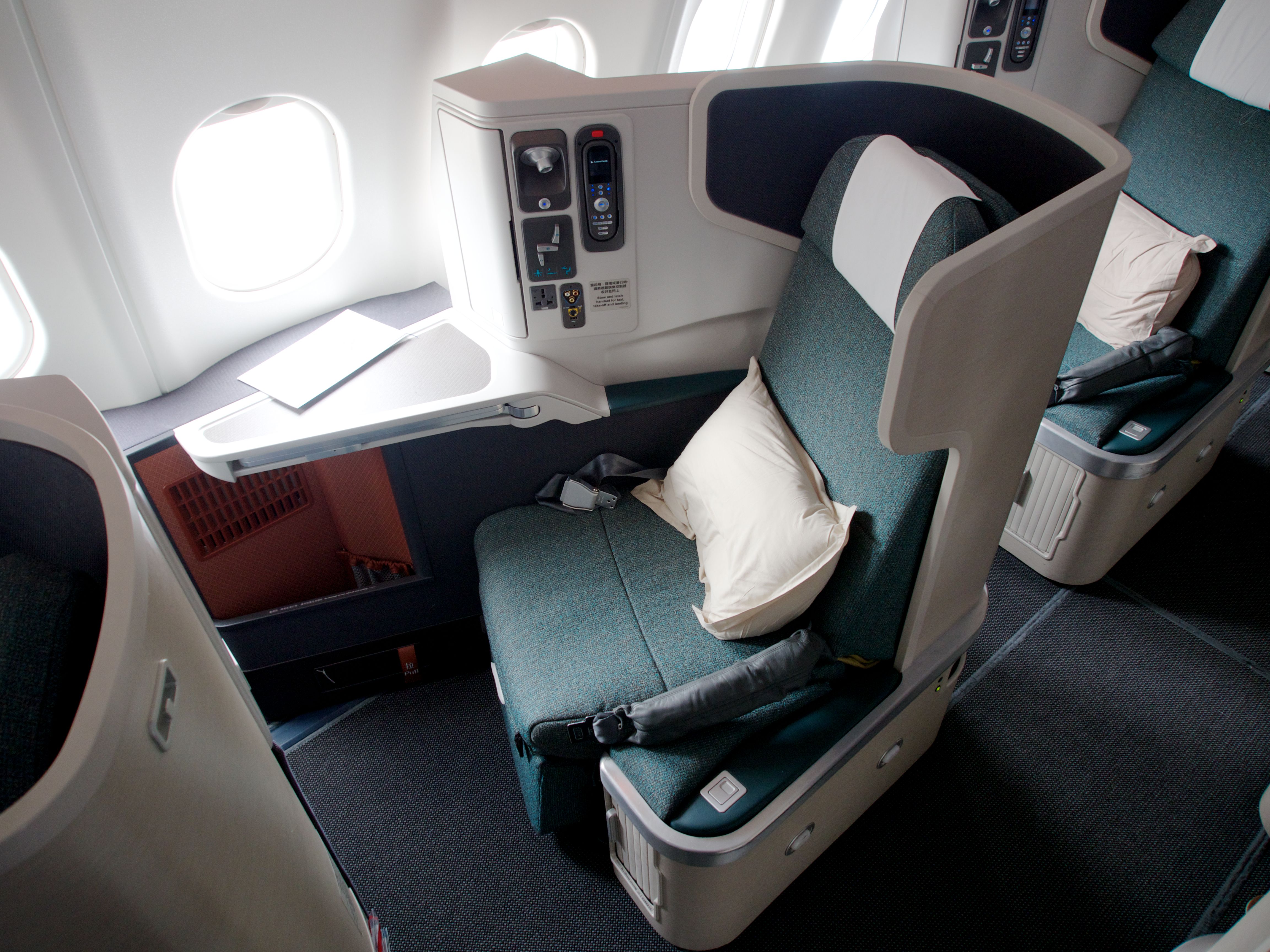
Die Business Class in einem Airbus A330 der Cathay Pacific

#### Business Class
Die neue Business Class wird derzeit auf allen Boeing 777-300ER und Airbus A330-300 angeboten. Der Sitz lässt sich in ein flaches Bett mit 2,08 Meter Länge entfalten und durch versenken der Armlehne um 16,5 cm verbreitern. 

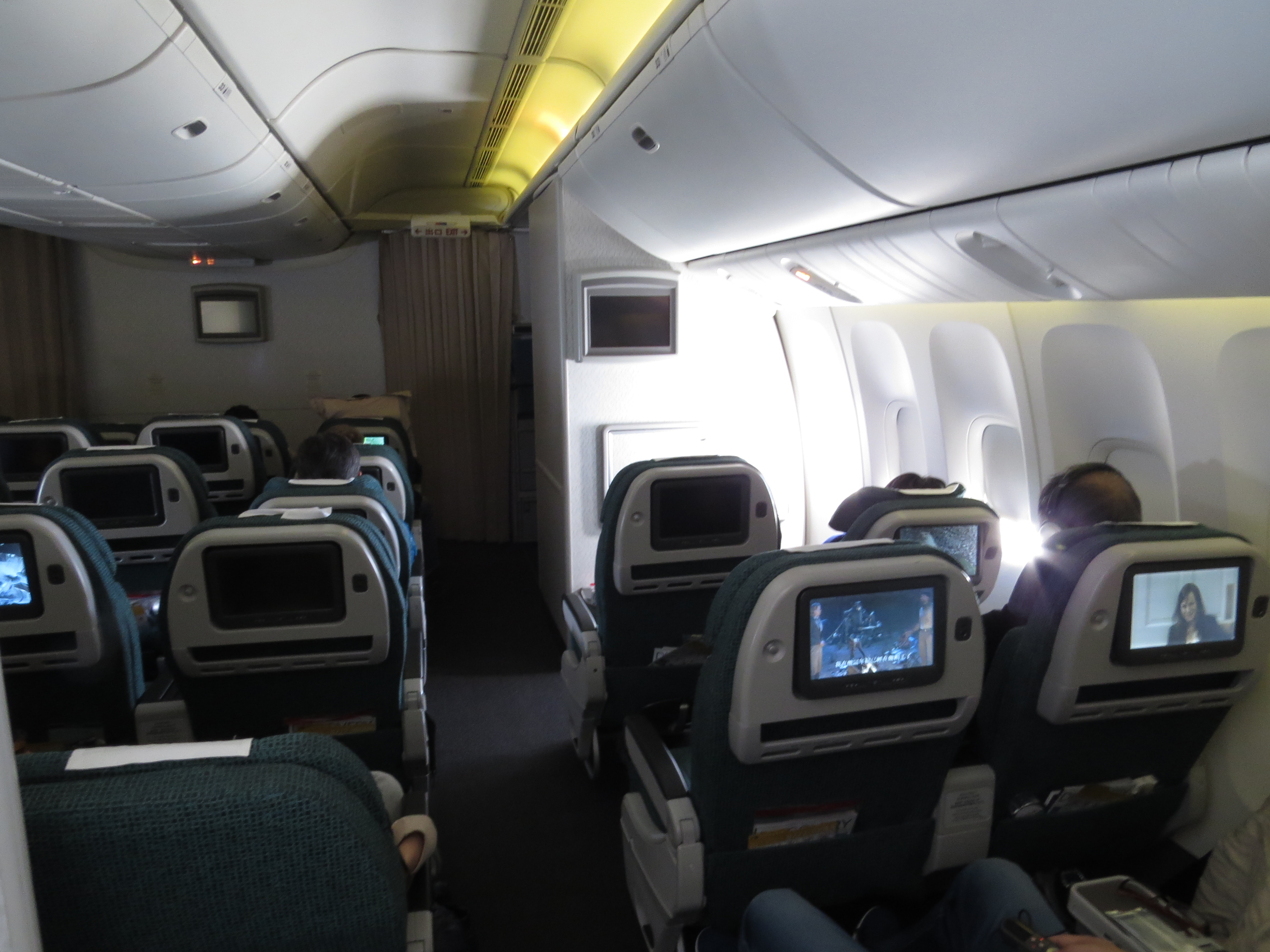
Die Premium-Economy-Class-Kabine bei Cathay Pacific

#### Premium Economy Class
Die Premium Economy Class bietet gegenüber der regulären Economy Class 20 cm mehr Sitzabstand und breitere Sitze. Am Flughafen stehen Premium Economy Class Passagieren spezielle Check-In Schalter zur Verfügung und es wird ihnen eine Priorität beim Einsteigen in die Kabine gewährt. Außerdem kann mehr Freigepäck mitgenommen werden: 25 kg statt 20 kg. Die Premium Economy Class ist in einem abgetrennten Teil der Kabine mit 26 bis 34 Sitzen untergebracht. Der Essens- und Getränkeservice ist ebenfalls erweitert gegenüber der Economy Class.

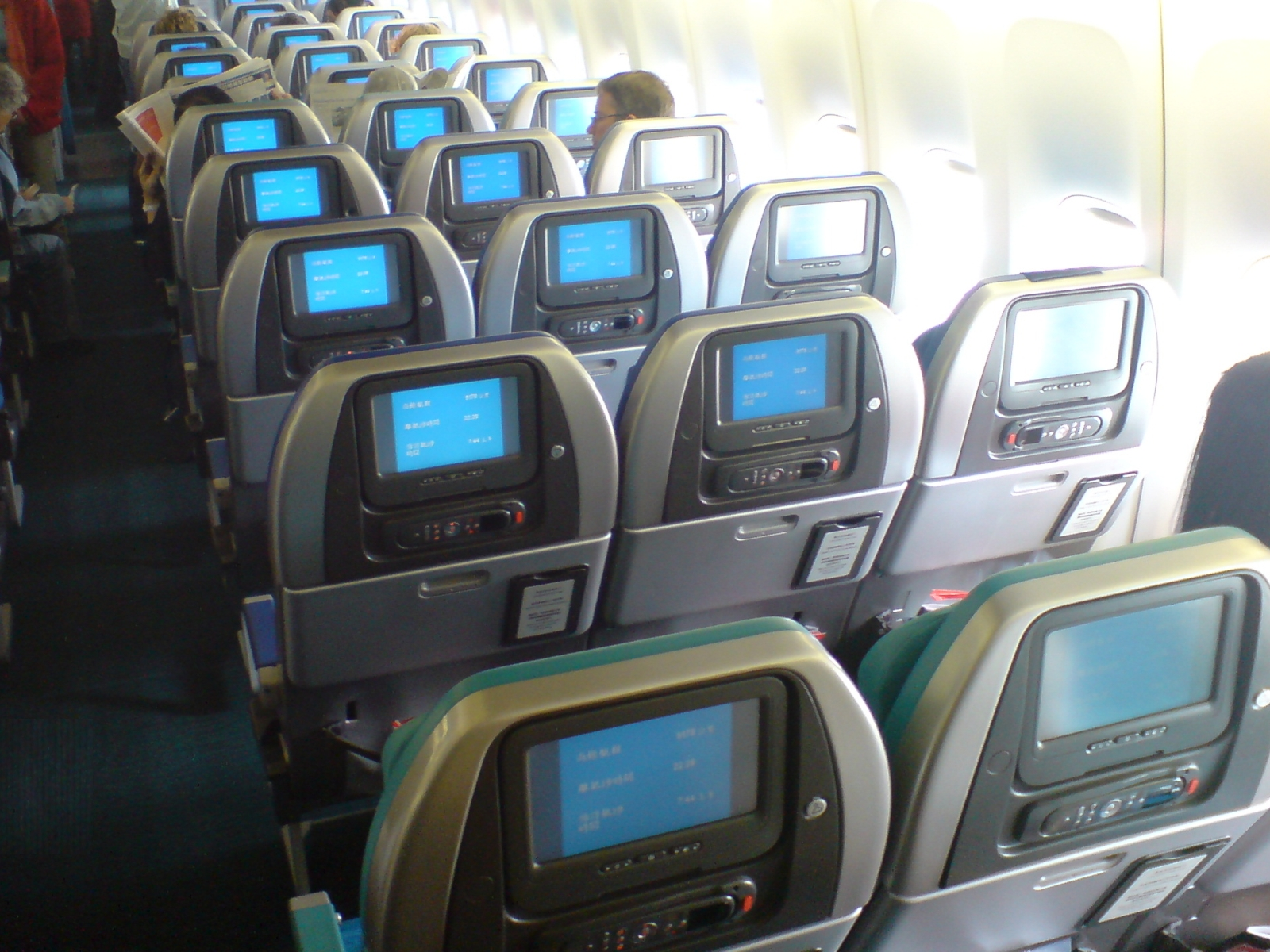
Die Economy-Class-Sitze mit den IFE-Systemen

#### Economy Class
Das Bordunterhaltungsprogramm wird über einen persönlichen 9-Zoll-Monitor angeboten. Die Passagiere erhalten der Flugzeit entsprechend (mehrere) Menüs.

## Vielfliegerprogramme
Cathay Pacific hat zwei Vielfliegerprogramme: Asia Miles, das Bonusmeilenprogramm für Reisen und The Marco Polo Club (The Club), das Treueprogramm, in dem Statusmeilen gesammelt werden. Mitglieder des The Marco Polo Clubs werden automatisch als Asia-Miles-Mitglieder registriert.

### Asia Miles
Cathay Pacific ist Partner der Asia Miles, das 2013 als bestes Vielfliegerprogramm Asiens ausgezeichnet wurde. Mitglieder können Asia Miles bei über 500 Partnern in neun Kategorien (u. a. Fluggesellschaften, Hotels, Reise & Freizeit, Autos & Verkehr, Einzelhandel) sammeln, aber auch beim Onlineshopping über den iShop, der verschiedene Produkte und Marken anbietet – von Büchern und Elektronik bis hin zu Kleidung und Zubehör.
Das Vielfliegerprogramm hat mehr als 5 Millionen Mitglieder. Teilnehmer können Asia Miles auf Flügen von Cathay Pacific und bestimmten Partnergesellschaften (u. a. oneworld-Partner) sammeln und einlösen. Asia Miles können z. B. für Reisen, Elektronikartikel, Restaurants, Konzertkarten und andere Prämien eingelöst werden. Asia Miles sind ab dem Datum der Gutschrift 3 Jahre gültig. Die Mitgliedschaft ist kostenfrei.
Asia Miles können auf Flügen mit Cathay Pacific wie folgt gesammelt werden (in Abhängigkeit von tatsächlich geflogenen Meilen, Angabe in %):
- 25 % in den Buchungsklassen S, N und Q der Economy Class
- 100 % in den Buchungsklassen Y, B, H, K, M, L und V der Economy Class
- 110 % in den Buchungsklassen E, R und W der Premium Economy Class
- 125 % in den Buchungsklassen I, D, C und J der Business Class
- 150 % in den Buchungsklassen F und A der First Class

### The Marco Polo Club
The Marco Polo Club ist ein Programm, in dem Vielflieger (ab 12 Jahren), abhängig vom Flugverhalten verschiedene Statusvorteile erhalten. Es fällt eine Gebühr von 100 US-Dollar an, um The Marco Polo Club Mitglied zu werden bzw. den Green Status zu erneuern (alternativ mit 100 Punkten). Es gibt vier Statuslevel: Green, Silver, Gold und Diamond. Green ist das Einstiegslevel für The Marco Polo Club. Bei The Marco Polo Club Mitgliedern tragen Flüge mit Cathay Pacific, der Tochterfluggesellschaft Cathay Dragon oder einem oneworld-Alliance-Partner in einer berechtigten Buchungsklasse zum Mitgliedsstatus bei. Je höher die Buchungsklasse und je länger die geflogene Strecke, desto mehr Punkte.
| Level   | Punkte              | oneworld Level |
| ------- | ------------------- | -------------- |
| Diamond | 1.200               | Emerald        |
| Gold    | 600                 | Sapphire       |
| Silver  | 300                 | Ruby           |
| Green   | USD100 / 100 points | –              |

Ein Mitgliedsjahr dauert 12 Monate ab dem Datum der Registrierung, der Statuserneuerung, einem Status-Upgrade oder einer Status-Herabstufung in das aktuelle Level. Nach Statuserneuerung, Upgrade oder Herabstufung werden die Punkte automatisch auf 0 zurückgesetzt und ein neues Mitgliedsjahr beginnt. Ein Status-Upgrade wird vergeben, sobald genügend Punkte für das nächste Statuslevel innerhalb eines Mitgliedsjahres gesammelt wurden. Die Vorteile der Mitgliedschaft variieren je nach Club Level.
Am 15. April 2016 wurden die bisherigen Meilen oder Sektoren in Club Punkte umgewandelt.

## Zwischenfälle
- Am 16. Juli 1948 wurde eine Consolidated PBY-5A Catalina der Cathay Pacific mit dem Luftfahrzeugkennzeichen VR-HDT auf einem Flug von Macau nach Hongkong von vier Männern entführt, welche kurz nach dem Start den Kapitän töteten und das Flugzeug in den Perlfluss bei Zhuhai stürzen ließen. Bis auf einen der Entführer kamen alle Menschen an Bord ums Leben, insgesamt starben 25 Personen (siehe auch Entführung der Miss Macao).[40]

- Am 24. Februar 1949 wurde eine Douglas DC-3/C-47A-90-DL der Cathay Pacific mit dem Luftfahrzeugkennzeichen VR-HDG nach einem abgebrochenen Landeanflug auf den Flughafen Hongkong-Kai Tak in schlechtem Wetter in einen Hügel am Braemar Reservoir geflogen. Alle 23 Menschen starben, vier Besatzungsmitglieder und 19 Passagiere.[41]

- Am 23. Juli 1954 wurde eine Douglas DC-4/C-54A-10-DC der Cathay Pacific (VR-HEU) über dem Südchinesischen Meer von den Luftstreitkräften der Volksrepublik China abgeschossen, da diese das Flugzeug für ein taiwanisches Militärflugzeug hielten. Von den 18 Insassen wurden 10 getötet, zwei Besatzungsmitglieder und 8 Passagiere.[42]

- Am 5. November 1967 kam eine Convair CV-880 (VR-HFX) nach einer Ablösung der Lauffläche des rechten Bugfahrwerksreifens beim Startlauf seitlich von der Piste am Flughafen Kai Tak ab und stürzte ins Meer. Eine Passagierin starb, das Flugzeug wurde abgeschrieben (siehe auch Cathay-Pacific-Flug 033).[43]

- Am 15. Juni 1972 stürzte auf dem Cathay-Pacific-Flug 700Z eine Convair CV-880 mit dem Luftfahrzeugkennzeichen VR-HFZ auf dem Flug von Bangkok nach Hongkong in der Nähe von Plei Cu, Vietnam, ab. Alle 81 Insassen, 71 Passagiere und zehn Crew-Mitglieder, starben bei dem Unfall. Die Ermittlungen ergaben, dass eine Bombe an Bord explodiert war. Ein Polizeioffizier, dessen Verlobte sich mit der gemeinsamen Tochter auf dem Flug befand, wurde deswegen angeklagt aber mangels Beweisen freigesprochen.[44] Dies war der schwerste Unfall einer Convair CV-880 überhaupt. Gleichzeitig handelte es sich um den letzten Totalverlust eines Flugzeugs der Cathay Pacific sowie um den letzten größeren Unfall der Fluggesellschaft.[45]

- Am 13. April 2010 landete auf dem Cathay-Pacific-Flug 780 aus Surabaya ein Airbus A330-300 mit dem Luftfahrzeugkennzeichen B-HLL trotz massiver Triebwerksprobleme sicher in Hongkong. Ursache war laut Abschlussbericht der unfalluntersuchenden zivilen Luftfahrtbehörde Hongkongs der mit Salzwasser kontaminierte Treibstoff vom indonesischen Flughafen Juanda in Surabaya. Dieser bewirkte eine Zersetzung der Filtereinheiten der Betankungsanlage. Diese Filtereinheiten enthalten kleinste kugelförmige, wasserbindende Teilchen, sogenannte Superabsorber, welche nun in das Treibstoffsystem des Flugzeugs gelangten und im Verlauf des Fluges zum Verlust der Schubkontrolle beider Triebwerke führte. Bei der Evakuierung wurden sieben Passagiere verletzt, einer davon schwer. Fünf kamen ins Krankenhaus.[46][47]

## Trivia
Der Name Cathay Pacific leitet sich von dem alten Namen Chinas Cathay ab sowie der damaligen Vision der Gründer, eines Tages über den Pazifik fliegen zu können.